# Paris Match
A Paris Match egy francia nyelvű heti hírmagazin, amely magába foglalja a nemzeti és nemzetközi hírességek életmódját.

## Története és profilja
A magazin eredetikleg sportmagazinként indult 1938-ban "Match" címmel Jean Prouvost üzletember befektetésével, majd 1943 júniusában bezárta kapuit. 1949-ben újraindult, a napjainkig is használt nevével: Paris Match. A magazin kiadása ideiglenesen szünetelt 1968. május 15. és június 15. között a Francia Nyomdák Szövetsége által kialakított Syndicat du Livre sztrájk miatt.
1976-ban Daniel Filipacchi megvásárolta a nehéz helyzetben lévő magazint, és neki köszönhetően továbbra is Franciaország leghíresebb és legbefolyásosabb magazinjaként ismert. Hetente jelenik meg, és most már a Hachette Filipacchi Médias része, amely a Lagardère Group tulajdonában van.
Időnként a magazin több mint 1 millió példányban lett eladva világszerte, például amikor olyan jelentős események történtek, mint az első francia űrhajós repülése az amerikai űrsikló fedélzetén 1985 júniusában. Benoît Clair, a Paris Match vezető írója volt az első újságíró, aki megengedte, hogy csatlakozzanak a shuttle-személyzet tagjaihoz, kiképzéstől az indulásig, az indítópadhoz a Cape Canaveralen. A képzésről jelentések sorozata jelent meg a Paris Match-ben 1985. április 2-án, június 17-én és 1986 január 20-án.
A Paris Match magazin 1996 óta független politikai álláspontot képvisel.

## Példányszám
A Paris Match 1985-ben 1 800 000 példányban került forgalomba. 1988-ban a forgalma 873 000 példány volt, így a legsikeresebb heti hírközlő volt az országban. 2001-ben a Paris Match volt a 10. legnagyobb hírmagazin világszerte 630 000 példánnyal.
2007-2008 között a Paris Match 656 000 magazint jelentett meg. 2009-ben a Paris Match magazin volt a legkeresettebb képes magazin Franciaországban, 611 000 példánnyal. 2014-ben 578 282 magazint sikerült eladniuk.

## Népkultúra
Hergé képregényében, a Tintin kalandjaiban, a Castafiore Emeraldben (1963) a képzeletbeli "Paris-Flash" magazin újságírói (a Paris Match tiszta hamisítása, hasonló logóval) nagy szerepet játszanak a cselekmény fejlesztésében. A magazint kifigurázták, miszerint szenzációs és pontatlan.

## Fordítás
Ez a szócikk részben vagy egészben  a   Paris Match című angol Wikipédia-szócikk ezen változatának fordításán alapul.  Az eredeti cikk szerkesztőit annak laptörténete sorolja fel. Ez a jelzés csupán a megfogalmazás eredetét és a szerzői jogokat jelzi, nem szolgál a cikkben szereplő információk forrásmegjelöléseként.